# 가장 많이 팔린 PC 게임 목록
이 가장 많이 팔린 PC 게임 목록은 마이크로소프트 윈도우, OS X, 리눅스를 포함한 운영체제에서 작동하는 PC 게임 중 판매량 또는 출하량이 백만 장 이상 되는 게임들의 목록이다.
스팀과 같은 디지털 형식의 판매량은 취급하지 않는다. 월드 오브 워크래프트나 리니지 같은 대규모 다중 사용자 온라인 게임(MMORPG)의 접속량은 유료제 게임이 아닌 한 취급하지 않는다.

## 목록
| 순위 | 게임명                                   | 총 판매량                    | 매출 비중                                                 | 시리즈                             | 발매일                  | 장르                                       | 개발자                                                                   | 발행사                                                                           |
| ---- | ---------------------------------------- | ---------------------------- | --------------------------------------------------------- | ---------------------------------- | ----------------------- | ------------------------------------------ | ------------------------------------------------------------------------ | -------------------------------------------------------------------------------- |
| 1    | 마인크래프트                             | 1억+ 장                      | 빈칸                                                      | 빈칸                               | 2009년 5월 17일[note 1] | 샌드박스, 어드밴처/서바이벌, 건설          | 모장                                                                     | 모장                                                                             |
| 2    | 디아블로 III                             | 6500만 장[note 2]            | 빈칸                                                      | 디아블로 시리즈                    | 2012년 5월 15일         | 액션 RPG, 핵 앤 슬래쉬 던전 크롤           | 블리자드 엔터테인먼트                                                    | 액티비전 블리자드                                                                |
| 3    | 카운터-스트라이크: 글로벌 오펜시브       | 2500만 장                    | 빈칸                                                      | 카운터-스트라이크 시리즈           | 2012년 8월 21일         | 1인칭 슈팅 게임                            | 밸브 코퍼레이션                                                          | 밸브 코퍼레이션                                                                  |
| 4    | 심즈 2                                   | 2000만 장                    | 빈칸                                                      | 심즈 시리즈                        | 2004년 9월 14일         | 시뮬레이션                                 | 맥시스                                                                   | 일렉트로닉 아츠                                                                  |
| 5    | 심즈                                     | 1600만 장                    | 빈칸                                                      | 심즈 시리즈                        | 2000년 2월 4일          | 시뮬레이션                                 | 맥시스                                                                   | 일렉트로닉 아츠                                                                  |
| 6    | 월드 오브 워크래프트                     | 1400만 장[note 3]            | 빈칸                                                      | 워크래프트                         | 2004년 11월 23일        | MMORPG                                     | 블리자드 엔터테인먼트                                                    | 블리자드 엔터테인먼트                                                            |
| 7    | 하프라이프2                              | 1200만 장                    | 빈칸                                                      | 하프라이프시리즈                   | 2004년 11월 16일        | 1인칭 슈팅 게임                            | 밸브 코퍼레이션                                                          | 밸브 코퍼레이션 (디지털 배급사) 시에라 엔터테이먼트 (리테일)                     |
| 8    | 배틀필드 2                               | 1100만 장                    | 빈칸                                                      | 배틀필드 시리즈                    | 2005년 6월 21일         | 팀 기반 1인칭 슈팅 게임                    | EA 디지털 일루션스 CE (DICE)                                             | 일렉트로닉 아츠                                                                  |
| 9    | 스타크래프트                             | 1100만 장                    | 빈칸                                                      | 스타크래프트 시리즈                | 1998년 3월 31일         | 실시간 전략 게임                           | 블리자드 엔터테인먼트                                                    | 블리자드 엔터테인먼트                                                            |
| 10   | 심즈 3                                   | 1000만 장                    | 빈칸                                                      | 심즈 시리즈                        | 2009년 6월 2일          | 시뮬레이션                                 | 심즈 시튜디오                                                            | 일렉트로닉 아츠                                                                  |
| 11   | 하프라이프                               | 930만 장                     | 빈칸                                                      | 하프라이프 시리즈                  | 1998년 11월 19일        | 1인칭 슈팅 게임                            | 밸브 코퍼레이션                                                          | 시에라 엔터테인먼트                                                              |
| 12   | 길드워                                   | 650만 장                     | 북아메리카, 유럽, 아시아에서 650만 장 판매                | 길드워 : 아이 오브 더 노스         | 2005년 4월 28일         | 코옵 온라인 RPG                            | 아레나넷                                                                 | 엔씨소프트                                                                       |
| 13   | 미스트                                   | 600만 장                     | 빈칸                                                      | 미스트 시리즈                      | 1993년 9월 24일         | 어드벤처 게임, 퍼즐 게임                   | 시안 월드                                                                | 브로더번드                                                                       |
| 14   | 스타크래프트 II: 자유의 날개             | 600만 장                     | 빈칸                                                      | 스타크래프트 시리즈                | 2010년 7월 27일         | 실시간 전략 게임                           | 블리자드 엔터테인먼트                                                    | 액티비젼 블리자드                                                                |
| 14   | 심시티 3000 (신판 버전 포함)             | 500만 장                     | 빈칸                                                      | 심시티                             | 1999년 1월 31일         | 시뮬레이션 게임                            | 맥시스                                                                   | 일렉트로닉 아츠                                                                  |
| 15   | 리븐                                     | 450만 장                     | 빈칸                                                      | 미스트 시리즈                      | 1997년 10월 29일        | 그래픽 어드벤쳐 게임                       | 시안 월드                                                                | 레드 오브 엔터테인먼트                                                           |
| 16   | 카운터-스트라이크                        | 420만 장                     | 빈칸                                                      | 카운터-스트라이크 시리즈           | 1999년 1월 19일         | 1인칭 슈팅 게임                            | 밸브 코퍼레이션 터틀 록 스튜디오 (XBox)                                  | 밸브 코퍼레이션 마이크로소프트 게임 스튜디오 (Xbox) 시에라 엔터테인먼트 (former) |
| 17   | 코삭:유러피안 워                         | 400만 장                     | 빈칸                                                      | 코삭 시리즈                        | 2001년 4월 24일         |                                            |                                                                          |                                                                                  |
| 18   | 디아블로 II                              | 400만 장                     | 빈칸                                                      | 디아블로 시리즈                    | 2000년 6월 29일         | 액션 RPG, 핵 앤드 슬레시                   | 블리자드 노드                                                            | 블리자드 엔터테인먼트                                                            |
| 19   | 파퓰러스                                 | 400만 장                     | 빈칸                                                      | 파퓰러스 시리즈                    | 1989년 6월 5일          |                                            |                                                                          |                                                                                  |
| 20   | 포탈 2                                   | 400만 장                     | 빈칸                                                      | 포탈 시리즈                        | 2011년 4월 19일         | 퍼즐                                       | 밸브 코퍼레이션                                                          | 밸브 코퍼레이션                                                                  |
| 21   | 롤러코스터 타이쿤                        | 400만 장                     | 북미 400만장                                              | 롤러코스터 타이쿤 시리즈           | 1999년 3월 31일         | 타이쿤                                     |                                                                          |                                                                                  |
| 22   | 워해머 40,000: 돈 오브 워 (확장팩 포함)  | 400만 장                     | 빈칸                                                      | 워해머 시리즈                      | 2004년 9월 20일         |                                            |                                                                          |                                                                                  |
| 23   | 카르멘 샌디에고는 어디에 있나?           | 400만 장                     | 빈칸                                                      | 카메룬 샌디에고                    | 1985년 6월 1일          |                                            |                                                                          |                                                                                  |
| 24   | 둠 3                                     | 350만 장                     | 빈칸                                                      | 둠 시리즈                          | 2004년 8월 3일          |                                            |                                                                          |                                                                                  |
| 25   | 에버퀘스트                               | 350만 장                     | 빈칸                                                      | 에버퀘스트                         | 1999년 3월 16일         |                                            |                                                                          |                                                                                  |
| 26   | 테마 파크                                | 350만 장                     | 빈칸                                                      | 테마 파크                          | 1994년                  |                                            |                                                                          |                                                                                  |
| 27   | 길드 워 2                                | 350만 장                     | 빈칸                                                      | 길드워 : 아이 오브 더 노스         | 2012년 8월 28일         |                                            |                                                                          |                                                                                  |
| 28   | 에이지 오브 엠파이어                     | 300만 장                     | 빈칸                                                      | 에이지 오브 엠파이어               | 1997년 10월 15일        |                                            |                                                                          |                                                                                  |
| 29   | 문명 IV                                  | 300만 장                     | 빈칸                                                      | 문명 시리즈                        | 2005년 10월 25일        |                                            | 2K 게임즈                                                                |                                                                                  |
| 30   | 커맨드 앤 컨커: 타이베리안 돈            | 300만 장                     | 빈칸                                                      | 커맨드 앤 컨커 시리즈              | 1995년 8월 31일         |                                            |                                                                          |                                                                                  |
| 31   | 커맨드 앤 컨커: 레드 얼릿                | 300만 장                     | 빈칸                                                      | 커맨드 앤 컨커 시리즈              | 1996년 10월 31일        |                                            |                                                                          |                                                                                  |
| 32   | 크라이시스                               | 300만 장                     | 빈칸                                                      | 크라이시스 시리즈                  | 2007년 11월 13일        | 1인칭 슈팅 게임                            | 크라이텍                                                                 | 일렉트로닉 아츠                                                                  |
| 33   | 워크래프트 III: 레인 오브 카오스         | 300만 장 4.4 million shipped | 빈칸                                                      | 워크래프트                         | 2002년 7월 3일          |                                            | 블리자드 엔터테인먼트                                                    | 블리자드 엔터테인먼트                                                            |
| 34   | 카운터-스트라이크: 컨디션 제로           | 290만 장                     | 빈칸                                                      | 카운터-스트라이크 시리즈           | 2004년 3월 23일         | 1인칭 슈팅 게임                            | 밸브 코퍼레이션 기어박스 소프트웨어 리투럴 엔터테인먼트 터틀 록 스튜디오 | 밸브 코퍼레이션                                                                  |
| 35   | 둠                                       | 290만 장                     | 빈칸                                                      | 둠 시리즈                          | 1993년 12월 10일        |                                            |                                                                          |                                                                                  |
| 36   | 에이지 오브 엠파이어 3                   | 250만 장                     | 빈칸                                                      | 에이지 오브 엠파이어               | 2005년 10월 18일        |                                            |                                                                          |                                                                                  |
| 37   | 아노 1503                                | 250만 장                     | 빈칸                                                      | 아노 시리즈                        | 2003년 3월 23일         |                                            |                                                                          |                                                                                  |
| 38   | 아노 1602                                | 250만 장                     | 빈칸                                                      | 아노 시리즈                        | 1998년 9월 24일         |                                            |                                                                          |                                                                                  |
| 39   | 코삭 II:나폴레옹 워                      | 250만 장                     | 빈칸                                                      | 코삭 시리즈                        | 2005년 4월 15일         |                                            |                                                                          |                                                                                  |
| 40   | 디아블로                                 | 250만 장                     | 빈칸                                                      | 디아블로 시리즈                    | 1996년 12월 31일        |                                            | 블리자드 엔터테인먼트                                                    | 블리자드 엔터테인먼트                                                            |
| 41   | 파 크라이                                | 250만 장                     | 빈칸                                                      | 파 크라이 시리즈                   | 2004년 3월 23일         |                                            | 유비소프트                                                               |                                                                                  |
| 42   | 배틀필드 1942                            | 240만 장                     | 빈칸                                                      | 배틀필드 시리즈                    | 2002년 9월 10일         | 1인칭 슈팅 게임                            |                                                                          |                                                                                  |
| 43   | 더 위처 2:어새신 오브 킹                 | 220만 장                     | 빈칸                                                      | 더 위처 시리즈                     | 2011년 5월 17일         |                                            |                                                                          |                                                                                  |
| 44   | 카운터-스트라이크: 소스                  | 210만 장                     | 빈칸                                                      | 카운터-스트라이크 시리즈           | 2004년 11월 1일         | 1인칭 슈팅 게임                            | 밸브 코퍼레이션                                                          | 밸브 코퍼레이션                                                                  |
| 45   | 더 위처                                  | 210만 장                     | 빈칸                                                      | 더 위처 시리즈                     | 2007년 10월 26일        |                                            |                                                                          |                                                                                  |
| 46   | 심시티 (2013년 비디오 게임)              | 200만 장                     | 빈칸                                                      | 심시티                             | 2013년 3월 5일          | 시뮬레이션 게임                            | 맥시스                                                                   | 일렉트로닉 아츠                                                                  |
| 47   | 7번째 손님                               | 200만 장                     | 빈칸                                                      | 7번째 손님 시리즈                  | 1993년 1월 1일          |                                            |                                                                          |                                                                                  |
| 48   | 에이지 오브 엠파이어 2: 에이지 오브 킹스 | 200만 장                     | 빈칸                                                      | 에이지 오브 엠파이어               | 1999년 9월 30일         |                                            |                                                                          |                                                                                  |
| 49   | 발더스 게이트                            | 200만 장                     | 빈칸                                                      | 발더스 게이트 시리즈               | 1998년 11월 30일        |                                            |                                                                          |                                                                                  |
| 50   | 발더스 게이트 II: 섀도우 오브 암         | 200만 장                     | 빈칸                                                      | 발더스 게이트 시리즈               | 2000년 9월 24일         |                                            |                                                                          |                                                                                  |
| 51   | 블랙 & 화이트                            | 200만 장                     | 빈칸                                                      | 블랙 & 화이트 시리즈               | 2001년 3월 25일         |                                            |                                                                          |                                                                                  |
| 52   | 문명 III                                 | 200만 장                     | 빈칸                                                      | 문명 시리즈                        | 2001년 10월 30일        |                                            |                                                                          |                                                                                  |
| 53   | 둠 2                                     | 200만 장                     | 빈칸                                                      | 둠 시리즈                          | 1994년 9월 30일         |                                            |                                                                          |                                                                                  |
| 54   | 마피아: 더 시티 오브 로스트 헤븐         | 200만 장                     | 빈칸                                                      | 마피아 시리즈                      | 2002년 8월 28일         |                                            |                                                                          |                                                                                  |
| 55   | 네버윈터 나이츠                          | 200만 장                     | 빈칸                                                      | 네버윈터 나이츠 시리즈             | 2002년 6월 18일         |                                            |                                                                          |                                                                                  |
| 56   | 심시티 4                                 | 200만 장                     | 빈칸                                                      | 심시티                             | 2003년 1월 14일         | 시뮬레이션 게임                            | 맥시스                                                                   | 일렉트로닉 아츠 (윈도) 아스파이어 미디어 (Mac OS X)                              |
| 57   | 스포어                                   | 200만 장                     | 빈칸                                                      | 스포어                             | 2008년 9월 4일          | 신격 게임 시뮬레이션 게임 실시간 전략 게임 | 맥시스                                                                   | 일렉트로닉 아츠                                                                  |
| 58   | 스토커: 쉐도우 오브 체르노빌             | 200만 장                     | 빈칸                                                      | 스토커 시리즈                      | 2007년 3월 20일         |                                            |                                                                          |                                                                                  |
| 59   | 스트롱홀드: 크루세이더                   | 200만 장                     | 빈칸                                                      | 스트롱홀드                         | 2002년 7월 31일         | 실시간 전략 게임                           | 파이어플라이 스튜디오                                                    | 테이크-투 인터랙티브 / 개더링 오브 디벨롭먼트                                    |
| 60   | 테라리아                                 | 900만 장                     | 빈칸                                                      | 테라리아 : 아더월드                | 2011년 5월 16일         |                                            |                                                                          |                                                                                  |
| 61   | 워크래프트 II: 타이드 오브 다크니스      | 200만 장                     | 빈칸                                                      | 워크래프트                         | 1995년 12월 5일         |                                            | 블리자드 엔터테인먼트                                                    | 블리자드 엔터테인먼트                                                            |
| 62   | 퀘이크                                   | 180만 장                     | 빈칸                                                      | 퀘이크 시리즈                      | 1996년 6월 26일         |                                            |                                                                          |                                                                                  |
| 63   | 세이크리드                               | 180만 장                     | 빈칸                                                      | 세이크리드                         | 2004년 3월 23일         |                                            |                                                                          |                                                                                  |
| 64   | 던전 시즈                                | 170만 장                     | 빈칸                                                      | 던전 시즈                          | 2002년 4월 5일          |                                            |                                                                          |                                                                                  |
| 65   | 아메리칸 맥기의 앨리스                   | 150만 장                     | 빈칸                                                      | 앨리스 시리즈                      | 2000년 10월 6일         |                                            |                                                                          |                                                                                  |
| 66   | 커맨드 앤 컨커: 타이베리안 선            | 150만 장                     | 빈칸                                                      | 커맨드 앤 컨커                     | 1999년 8월 27일         |                                            |                                                                          |                                                                                  |
| 67   | 크라이시스 워헤드                        | 150만 장                     | 빈칸                                                      | 크라이시스 시리즈                  | 2008년 9월 16일         | 1인칭 슈팅 게임                            | 크라이텍                                                                 | 일렉트로닉 아츠                                                                  |
| 68   | 듀크 뉴켐 3D                             | 150만 장                     | 빈칸                                                      | 듀크 뉴켐                          | 1996년 1월 29일         |                                            |                                                                          |                                                                                  |
| 69   | 해리 포터와 마법사의 돌                  | 150만 장                     | - 미국에서 130만장 판매 - 영국에서 20만장 판매            | 해리 포터 시리즈                   | 2001년 11월 15일        |                                            |                                                                          |                                                                                  |
| 70   | 스타 워즈 갤럭시                         | 150만 장                     | 빈칸                                                      | 스타 워즈                          | 2003년 6월 26일         |                                            |                                                                          |                                                                                  |
| 71   | 스트롱홀드                               | 150만 장                     | 빈칸                                                      | 스트롱홀드                         | 2001년 10월 19일        | 실시간 전략 게임                           | 파이어플라이 시튜디오                                                    | T테이크-투 인터랙티브 / 개더링 오브 디벨롭퍼                                     |
| 72   | 토탈 어나이얼레이션                      | 150만 장                     | 빈칸                                                      | 토탈 어나이얼레이션                | 1997년 9월 30일         | 실시간 전략 게임                           | 케이브독                                                                 | GT 인터렉티브                                                                    |
| 73   | 워해머 온라인: 에이지 오브 레코닝        | 150만 장 발송, 120만 장 판매 | 빈칸                                                      | 워해머 시리즈                      | 2008년 9월 18일         |                                            |                                                                          |                                                                                  |
| 74   | 하프라이프 2: 에피소드 1                 | 140만 장                     | 빈칸                                                      | 하프라이프 시리즈                  | 2006년 6월 1일          |                                            | 밸브 코퍼레이션                                                          | 밸브 코퍼레이션                                                                  |
| 75   | 게리 모드                                | 140만 장                     | 빈칸                                                      | 빈칸                               | 2004년 12월 24일        | 샌드박스 게임                              | 페이스펀치 스튜디오                                                      | 밸브 코퍼레이션                                                                  |
| 76   | 배틀필드 배트남                          | 130만 장                     | 빈칸                                                      | 배틀필드 시리즈                    | 2004년 3월 14일         |                                            |                                                                          |                                                                                  |
| 77   | 모노폴리                                 | 130만 장                     | 빈칸                                                      | 모노폴리                           | 1995년 9월 30일         |                                            |                                                                          |                                                                                  |
| 78   | 주 타이쿤                                | 130만 장                     | - 미국 110만장 판매 - 영국 20만장 판매                    | 주 타이쿤                          | 2001년 10월 17일        |                                            |                                                                          |                                                                                  |
| 79   | 롤러코스터 타이쿤 2                      | 110만 장                     | - 미국 94만장 판매 - 영국 20만장 판매                     | 롤러코스터 타이쿤 시리즈           | 2002년 10월 15일        |                                            |                                                                          |                                                                                  |
| 80   | 심시티 2000                              | 110만 장                     | 빈칸                                                      | 심시티                             | 1993년 7월 1일          |                                            |                                                                          |                                                                                  |
| 81   | 킬링플로어                               | 110만 장                     | 빈칸                                                      | 빈칸                               | 2009년 5월 14일         |                                            |                                                                          |                                                                                  |
| 82   | 메달 오브 아너: 얼라이드 어썰트          | 110만 장                     | - 미국 90만장 판매 - 영국 20만장 판매                     | 메달 오브 아너 시리즈              | 2002년 1월 22일         |                                            |                                                                          |                                                                                  |
| 83   | 에이지 오브 코난: 언채인드               | 100만 장                     | 빈칸                                                      | 코난 더 바바리안                   | 2008년 5월 20일         |                                            |                                                                          |                                                                                  |
| 84   | 에이지 오브 미쏠로지                     | 100만 장                     | 빈칸                                                      | 에이지 오브 엠파이어               | 2002년 10월 30일        |                                            | 앙상블 스튜디오                                                          |                                                                                  |
| 85   | 더 바인딩 오브 아이작                    | 100만 장                     | 빈칸                                                      | 빈칸                               | 2011년 9월 28일         |                                            |                                                                          |                                                                                  |
| 86   | 바이오쇼크                               | 100만 장                     | 빈칸                                                      | 바이오쇼크 시리즈                  | 2007년 8월 21일         |                                            | 2K 보스턴/2K 오스트레일리아                                              | 2K 게임즈                                                                        |
| 87   | 블래이드 러너                            | 100만 장                     | 빈칸                                                      | 빈칸                               | 1997년 11월 21일        |                                            |                                                                          |                                                                                  |
| 88   | 커맨드 앤 컨커: 레드 얼럿 2              | 100만 장                     | 빈칸                                                      | 커맨드 앤 컨커                     | 2000년 10월 23일        |                                            |                                                                          |                                                                                  |
| 89   | 커맨드 앤 컨커 3: 타이베리움 워          | 100만 장                     | 빈칸                                                      | 커맨드 앤 컨커                     | 2007년 3월 28일         |                                            |                                                                          |                                                                                  |
| 90   | 대릴 F. 게이트의 폴리스 퀘스트: 스와트   | 100만 장                     | 빈칸                                                      | 폴리스 퀘스트                      | 1995년 9월 30일         |                                            |                                                                          |                                                                                  |
| 91   | 디어 헌터                                | 100만 장                     | 빈칸                                                      | 디어 헌터 시리즈                   | 1997년 11월 13일        |                                            |                                                                          |                                                                                  |
| 92   | 던전 로즈                                | 100만 장                     | 빈칸                                                      | 빈칸                               | 2005년 5월 5일          |                                            |                                                                          |                                                                                  |
| 93   | 엠파이어 어스                            | 100만 장                     | 빈칸                                                      | 엠파이어 어스 시리즈               | 2001년 11월 12일        |                                            |                                                                          |                                                                                  |
| 94   | 프로거                                   | 100만 장                     | 빈칸                                                      | 프로거                             | 1997년 11월 3일         |                                            |                                                                          |                                                                                  |
| 95   | 글로리 오브 로마 엠파이어                | 100만 장                     | 빈칸                                                      | 빈칸                               | 2006년 6월 26일         |                                            |                                                                          |                                                                                  |
| 96   | 헬게이트: 런던                           | 100만 장                     | 빈칸                                                      | 빈칸                               | 2007년 10월 31일        |                                            |                                                                          |                                                                                  |
| 97   | 히든 & 드래고너스                        | 100만 장                     | 빈칸                                                      | 히든 & 드래고너스                  | 1999년 7월 29일         |                                            |                                                                          |                                                                                  |
| 98   | 호텔 자이언트                            | 100만 장                     | 빈칸                                                      | 빈칸                               | 2002년 5월 17일         |                                            |                                                                          |                                                                                  |
| 99   | 임페리움: 그레이트 배틀 오브 로마        | 100만 장                     | 이탈리아와 스페인 100만장 판매 not distributed elsewhere. | 빈칸                               | 2005년 5월 10일         |                                            |                                                                          |                                                                                  |
| 101  | 마이크로소프트 플라이트 시뮬레이터 X     | 100만 장                     | 미국 100만장 판매                                         | 마이크로소프트 플라이트 시뮬레이터 | 2006년 10월 17일        |                                            |                                                                          |                                                                                  |
| 102  | 오퍼레이션 플래시포인트                  | 100만 장                     | 빈칸                                                      | 빈칸                               | 2001년 6월 22일         |                                            |                                                                          |                                                                                  |
| 103  | 퍼트리션 III: 라이즈 오브 더 한스        | 100만 장                     | 이탈리아와 스페인 100만장 판매                            | 퍼트리션                           | 2003년 10월 24일        |                                            |                                                                          |                                                                                  |
| 104  | 판타스마고리아                           | 100만 장                     | 빈칸                                                      | 판타스마고리아                     | 1995년 7월 31일         |                                            |                                                                          |                                                                                  |
| 105  | 퀘이크 2                                 | 100만 장                     | 빈칸                                                      | 퀘이크 시리즈                      | 1997년 11월 31일        |                                            |                                                                          |                                                                                  |
| 106  | 레일로드 타이쿤 2                        | 100만 장                     | 빈칸                                                      | 레일로드 타이쿤 시리즈             | 1998년 11월 4일         |                                            |                                                                          |                                                                                  |
| 107  | 리턴 투 캐슬 울펜슈타인                  | 100만 장                     | 빈칸                                                      | 울펜슈타인                         | 2001년 11월 19일        |                                            |                                                                          |                                                                                  |
| 108  | 리턴 투 조크                             | 100만 장                     | 빈칸                                                      | 조크 시리즈                        | 1993년 8월 20일         |                                            |                                                                          |                                                                                  |
| 109  | 런웨이: 어 로드 어드밴처                 | 100만 장                     | 빈칸                                                      | 런웨이                             | 2001년 7월 6일          |                                            |                                                                          |                                                                                  |
| 110  | 슈프림 커맨더                            | 100만 장                     | 빈칸                                                      | 토탈 어나이얼레이션                | 2007년 2월 16일         |                                            |                                                                          |                                                                                  |
| 111  | 트로피코                                 | 100만 장                     | 빈칸                                                      | 트로피코                           | 2001년 4월 24일         |                                            |                                                                          |                                                                                  |
| 112  | 언리얼                                   | 100만 장                     | 빈칸                                                      | 언리얼 시리즈                      | 1998년 5월 22일         |                                            |                                                                          |                                                                                  |
| 113  | 언리얼 토너먼트                          | 100만 장                     | 빈칸                                                      | 언리얼 시리즈                      | 1999년 11월 30일        |                                            |                                                                          |                                                                                  |
| 114  | 베트콩                                   | 100만 장                     | 빈칸                                                      | 베트콩                             | 2003년 3월 26일         |                                            |                                                                          |                                                                                  |
| 115  | Who Wants to Be a Millionaire?           | 100만 장                     | 빈칸                                                      | Who Wants to Be a Millionaire?     | 1999년 11월 28일        |                                            |                                                                          |                                                                                  |

### 참조
- ^1  마인크래프트 정식 버전이 2011년 11월 18일부터 지원될 동안, 알파(또는 마지막 베타) 버전은 2009년 5월 17일부터 공개되었었고, 매출 4백만은 2011년 11월 7일 달성하였다.[102]
- ^2  이 판매량에는 120만장 가량의 블리자드 "월드 오브 워크래프트"의 1년 패스권도 포함한다.
- ^3  이용자량 ≠ 판매량이다. 많은 아시아 시장이 리테일 사본을 포함하지 않는 비즈니스 모델을 이용하고 있다. 이러한 이용자량 수치는 판매량으로 간주하지 않지만 측정하기 힘들다.

## 같이 보기
- 가장 많이 팔린 비디오 게임 목록